# Hampton (hrabstwo Rockingham)
Hampton – jednostka osadnicza w Stanach Zjednoczonych, w stanie New Hampshire, w hrabstwie Rockingham.